# Het vreemde avontuur
Het vreemde avontuur is het 245e stripverhaal van Jommeke. De reeks wordt getekend door striptekenaar Jef Nys. Het album verscheen op 4 februari 2009.

## Personages
In dit verhaal spelen de volgende personages mee:
- Jommeke, Flip, Filiberke, Professor Gobelijn, Annemieke en Rozemieke Marie, Teofiel en Anatool

## Verhaal
Het verhaal begint wanneer Jommeke een fluitje op zak heeft tot ergernis van Flip. Flip komt met het voorstel om het fluitje te ruilen. Het ruilen lukt echter snel en uiteindelijk heeft Jommeke een schilderij in handen van een zestiende-eeuws kasteel. Wonderwel, de ridder die erop staat lijkt sprekend op hem. Nieuwsgierig als hij is, gaat hij naar het museum voor meer uitleg. Het blijkt het portret te zijn van de jonge dappere ridder Karel Den Beste. Het kasteel wordt nog steeds bewoond door een afstammeling van ridder Karel. Jommeke en Flip willen meer weten betreffende de ridder en gaan richting het kasteel. Aangezien de vliegende bol en de vliegende ton stuk zijn, nemen ze gewoon de trein. De kasteelheer vertelt aan Jommeke zo boeiend over het verleden dat iedereen de tijd vergeet en als uiteindelijk iemand op de klok kijkt, dan is het twee uur 's nachts. Veel te laat om naar huis te kunnen. Ze kunnen gelukkig in het kasteel overnachten en weldra ligt alles in diepe rust...
Jommeke wordt wakker, hij heeft honger gekregen. Ook vindt hij middeleeuwse kleren, en doet deze aan. Ook Filiberke, Annemieke en Rozemieke zijn aanwezig en hebben middeleeuwse kleding aan. Ze amuseren zich met een spelletje tot plots Anatool ten tonele verschijnt. Hij is weer op het slechte pad en steelt, als hofnar, de juwelen bij rijke kasteelheren. Jommeke en zijn vrienden verdenken hem, en zetten een val op om Anatool te ontmaskeren bij een diefstal. Hij kan nog ontsnappen. Na zijn ontmaskering kan hij geen diefstallen meer doen als hofnar. Maar dan krijgt hij een schitterend idee, wanneer hij een lieve draak tegen het lijf loopt. Wekenlang, met engelengeduld, richt Anatool zijn draak af. De draak ziet hem als zijn baasje aan en doet mee met de gemene ideeën van Anatool.
Vervolgens ontvoert de draak prinsen en prinsessen en vraagt er een enorme beloning voor aan de kasteelheren. Zijn plannetje lukt. Maar wanneer Jommeke zich ermee moeit lijkt alles te gaan mislukken voor Anatool. De draak kan uitgeschakeld worden. Het enige wat Anatool rest is op de vlucht slaan. Maar plots valt Jommeke in een diepe put.
Tot slot wordt hij wakker, het bleek allemaal een droom te zijn. Jommeke en Flip hadden dezelfde droom en ze wisten beide dat Anatool de dader was. Later lopen ze hem tegen het lijf maar de onschuldige Anatool weet van niets.

## Fouten
- Foutje in de lettering, namelijk op pagina 31 zegt Jommeke: "We krijgen hem wel wel klein".

## Achtergronden bij het verhaal
- Anatool zingt het kinderliedje Vrolijke vrienden van Bob Davidse uit 1958.